# 科普捷沃站
科普捷沃站（羅馬化：Koptevo）是莫斯科地鐵莫斯科中央環線在2016年11月啟用的車站。
車站以莫斯科科普捷沃區命名。

## 外部連結
- Коптево mkzd.ru